# Доленє Селце
Доленє Селце (словен. Dolenje Selce) — поселення в общині Требнє, регіон Південно-Східна Словенія, Словенія.